# Grammodes marwitzi
Grammodes marwitzi is een vlinder uit de familie spinneruilen (Erebidae). De wetenschappelijke naam is voor het eerst geldig gepubliceerd in 1914 door Gaede.
De soort komt voor in tropisch Afrika.